# Арабська весна 2.0
Арабські протести 2018-20 років, також називаються Новою арабською весною або Арабською весною 2.0 — масові антиурядові протести в кількох арабських країнах, серед яких Алжир, Ірак, Йорданія, Ліван, Лівія, Марокко, Туніс та Єгипет. Економічні протести відбулися також у секторі Газа. Судан став ареною бурхливих протестів, унаслідок чого президента Омара аль-Башира було повалено військовим переворотом. Протести нагадують попередню арабську весну з її продемократичними протестами з 2010 по 2012 рік.

## Причини протестів
Тесбіх Хаббал і Музна Хаснаві, сирійські редактори, що писали в The Nation у жовтні 2019 року, стверджували, що в арабському світі 2018—2019 рр. тривали вуличні протести, починаючи з Судану в грудні 2018 року, Алжиру в лютому 2019 року, Єгипту та Іраку у вересні та жовтні 2019 року, та Сирії в жовтні, що склали другу хвилю процесу, який розпочався з Арабської весни 2010—2011 років. Сирійські протестувальники в жовтні висували гасла, в яких говорилося: «Сирія — Єгипет — Ірак: ви відродили дух арабського народу, від [Атлантичного] океану до [Перської] затоки!» Хаббал і Ганзаві описали процес, який «глибоко змінив політичну свідомість регіону», подолавши страх перед політичною діяльністю та «встановивши вирішальний прецедент для оскарження наполегливості авторитаризму». Хаббал і Хаснаві розповідали, що жовтневі протести в Сирії «[довели], що навіть нещадні репресії та свавілля не можуть стримувати опір».
Хаббал і Хаснаві стверджували, що нова хвиля протестів часто включала використання гасла «Al-shab yurid isqat al-nizam!» (Люди хочуть падіння режиму!), що використовувався під час Арабської весни 2010—2011 років.

## Хронологія за країнами

### Йорданія
Протести в Йорданії 2018 року розпочалися як загальний страйк, організований більш ніж 30 профспілками 30 травня 2018 року після того, як уряд Хані Мулькі подав до парламенту новий закон про податок. Законопроєкт дотримувався підтримуваних МВФ заходів жорсткої економії, прийнятих урядом Малкі з 2016 року, спрямованих на подолання зростаючого державного боргу в Йорданії. Хоча Йорданія була відносно невдоволена насильством, яке охопило регіон після Арабської весни 2011 року, його економіка отримала удар від навколишньої смути та від припливу великої кількості сирійських біженців у країну. У Йорданії також розміщений великий контингент іракських та палестинських біженців, що додатково напружує фінансову ситуацію.
УВКБ ООН розміщує Йорданію як другу за величиною у світі біженців на душу населення.
Наступного дня після страйку 31 травня уряд підняв ціни на паливо та електроенергію, відповівши на підвищення міжнародних цін на нафту.
Це призвело до натовпу протестуючих, що вийшли на четверте протестування, в Аммані, біля кабінетів прем'єр-міністру тієї ночі.
Інші йорданці також зібралися по всій країні на знак протесту проти цього заходу у безпрецедентно великій кількості. 1 червня звернувся з виступом король Абдалла і наказав заморозити зростання цін; уряд погодився, але заявив, що рішення коштуватиме державній скарбниці 20 мільйонів доларів. Протести тривали чотири дні, поки Мулькі не подав заяву про свою відставку королю 4 червня, а Омар Раззаз, його міністр освіти, став прем'єр-міністром. Протести припинилися лише після того, як Раззаз заявив про намір зняти новий податковий законопроєкт.
Протести ведуться не традиційними опозиційними групами, такими як Брати-мусульмани чи ліві, а різними натовпами середнього та бідного класів. Хоча деякі протестувальники встановлювали вогнезахисні шини та перекривали дороги кілька ночей, протести були в основному мирними, і було зафіксовано мало жертв.

### Туніс
З січня 2018 року у багатьох містах Тунісу спалахнули протести через проблеми, пов'язані з витратами на життя та податками. Станом на 9 січня демонстрації забрали принаймні одне життя і пожвавили стурбованість крихкою політичною ситуацією в Тунісі.
Народний фронт, альянс лівих опозиційних партій, закликав продовжувати протести проти «несправедливих» заходів уряду щодо жорсткої економії, тоді як прем'єр-міністр Тунісу Юсеф Шахед заперечував насильство і закликав до миру, заявляючи, що він і його уряд вважають, що 2018 рік буде «останнім» важким роком для тунісців.

### Ірак
У липні 2018 року в Багдаді та інших великих містах Іраку, в основному в центральних і південних провінціях, розпочалися протести через погіршення економічних умов та корупції в державі. Під час останніх загальнонаціональних акцій протесту, що вибухнули у жовтні 2019 року, загинули понад 100 людей, а понад 6000 отримали поранення, внаслідок чого президент Іраку Бархам Саліх назвав дії силовиків «неприйнятними». Деякі поліцейські також загинули під час протестів.

### Алжир

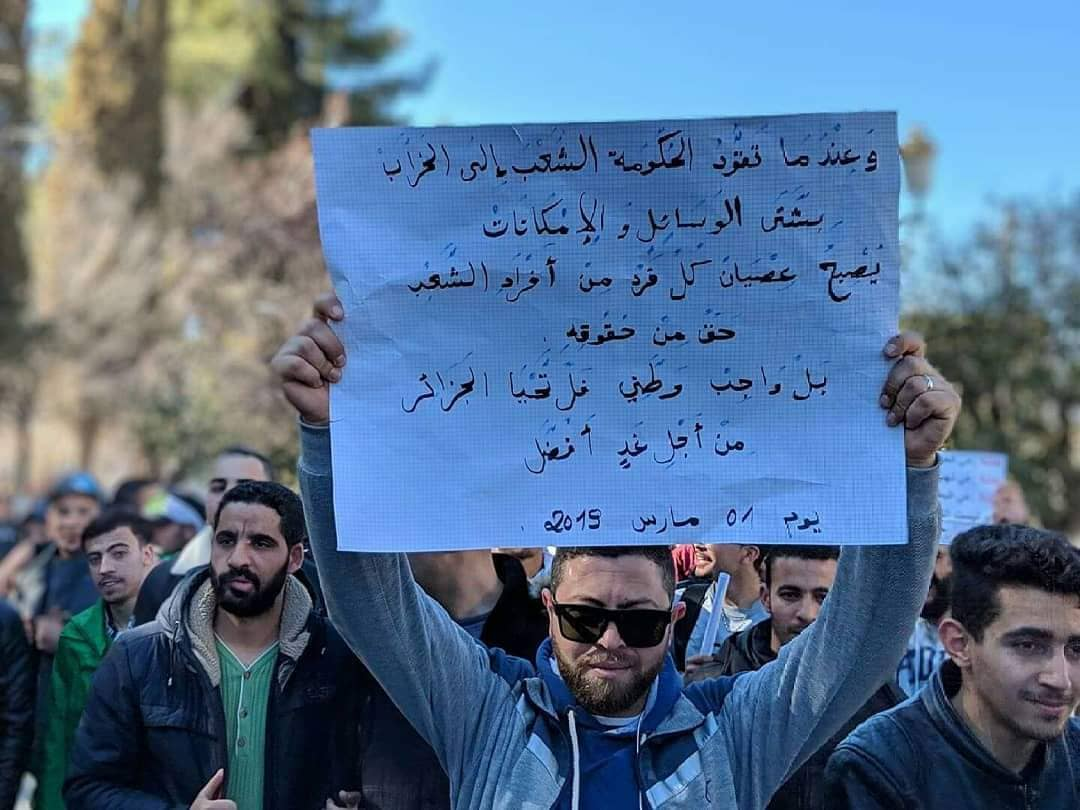
Протестуючий тримає плакат під час Протестів в Алжирі

Протести в Алжирі 2019 року, які також називаються Революцією усмішок або Рухом Хірака, розпочалися 16 лютого 2019 року, через десять днів після того, як Абделазіз Бутефліка оголосив свою кандидатуру на п'ятий президентський термін у підписаній заяві. Ці протести стали безпрецедентними після громадянської війни в Алжирі, вони були мирними і змусили військових наполягти на негайній відставці Бутефліки, яка відбулася 2 квітня 2019 року. На початку травня було заарештовано значну кількість протестуючих, причетних до розрушення адміністративної будівлі, включаючи молодшого брата колишнього президента Саїда.

## Список протестів
- Протести в Іраку (2015-2018)
- Протести Йорданії 2018 року
- Протести Тунісу 2018 року
- Протести в Судані (з 2018)
- Протести в Алжирі (2019)
- Економічні протести Сектора Гази 2019 року
- Битва за західну Лівію (2019)
- Єгипетські протести 2019

## Підсумок конфліктів по країнах
| Країна                                    | Дата початку               | Статус протестів                                                  | Результат | Список загиблих | Ситуація                   |
| ----------------------------------------- | -------------------------- | ----------------------------------------------------------------- | --- | --------------- | -------------------------- |
| Судан                                     | 19 грудня 2018             | Протести на перехідній фазі тривають станом на вересень 2019 року | Повалення Омара аль-Башира в результаті військового перевороту. - Захоплення влади шляхом Перехідної Військової Ради Судану. - Різаниниа в Хартумі | 208+            | Протести в Судані (з 2018) |
| Алжир                                     | 16 лютого 2019             | Триває, станом на червень 2019 року                               | Відставка Абделазіза Бутефліки через тиск збройних сил.                                                                                            | 2               | Протести в Алжирі (2019)   |
| Єгипет                                    | 20 вересня 2019            | Триває, станом на вересень 2019                                   | |                 | Єгипетські протести 2019   |
| Загальна кількість загиблих та поранених: | 210+ (приблизна кількість) | - 2 президенти залишили посаду в рамках подій.                    | |                 |                            |